# Flaga Saary
Flaga Saary - składa się z trzech poziomych równych pasów, o kolorach czarnym, czerwonym i żółtym. Na środku flagi znajduje się herb tego kraju związkowego: czterodzielną tarczę z symbolami czterech najważniejszych krain historycznych: Saarbrücken (prawy górny róg), Trewiru (lewy górny róg), Lotaryngii (prawy dolny róg) i Palatynatu (lewy dolny róg). Herb nachodzi do połowy szerokości pasów zewnętrznych. Flaga ustanowiona 9 lipca 1956 roku. Flaga państwowa odzwierciedla nadrzędność i opiekę władz federalnych.
Przyjęta 9 lipca 1956 roku, obowiązuje od 1 stycznia 1957 roku. Proporcje 3:5.

Flaga Saary pod zarządem Ligi Narodów (1919 - 1935)
Flaga protektoratu Saary 1947 - 1956